# Amphoe Pho Tak
Amphoe Pho Tak (Thai: อำเภอ โพธิ์ตาก) ist ein thailändischer Landkreis (Amphoe – Verwaltungs-Distrikt) in der Provinz Nong Khai. Die Provinz Nong Khai liegt im Norden der Nordostregion von Thailand, dem so genannten Isan.

## Geographie
Die Provinz Nong Khai liegt etwa 615 Kilometer nordöstlich von Bangkok entlang des Mekong, der hier die Landesgrenze nach Laos darstellt.
Amphoe Pho Tak grenzt an die folgenden Landkreise (von Westen im Uhrzeigersinn): an die Amphoe Sangkhom, Si Chiang Mai und Tha Bo in der Provinz Nong Khai, sowie an Amphoe Ban Phue der Provinz Udon Thani.

## Geschichte
Pho Tak wurde am 1. Juli 1997 zunächst als „Zweigkreis“ (King Amphoe)  eingerichtet, indem die drei Tambon Pho Tak, Phon Thong und Dan Si Suk vom Amphoe Si Chiang Mai abgetrennt wurden.
Am 15. Mai 2007 hatte die thailändische Regierung beschlossen, alle 81 King Amphoe in den einfachen Amphoe-Status zu erheben, um die Verwaltung zu vereinheitlichen.
Mit der Veröffentlichung in der Royal Gazette „Issue 124 chapter 46“ vom 24. August 2007 trat dieser Beschluss offiziell in Kraft.

## Verwaltung

### Provinzverwaltung
Der Landkreis Pho Tak ist in drei Tambon („Unterbezirke“ oder „Gemeinden“) eingeteilt, die sich weiter in 27 Muban („Dörfer“) unterteilen.
| Nr. | Name       | Thai    | Muban | Einw. |
| --- | ---------- | ------- | ----- | ----- |
| 1.  | Pho Tak    | โพธิ์ตาก  | 07    | 4.142 |
| 2.  | Phon Thong | โพนทอง  | 11    | 6.467 |
| 3.  | Dan Si Suk | ด่านศรีสุข | 09    | 4.750 |

### Lokalverwaltung
Außerdem gibt es drei „Tambon-Verwaltungsorganisationen“ (องค์การบริหารส่วนตำบล – Tambon Administrative Organizations, TAO):
- Pho Tak (Thai: องค์การบริหารส่วนตำบลโพธิ์ตาก)
- Phon Thong (Thai: องค์การบริหารส่วนตำบลโพนทอง)
- Dan Si Suk (Thai: องค์การบริหารส่วนตำบลด่านศรีสุข)